# Gobernación de Kerbala
Kerbala (en árabe: كربلاء) es una de las dieciocho gobernaciones que conforman la república de Irak. Su capital es la homónima Kerbala. Ubicada al centro del país, limita al oeste y norte con Ambar, al este con Babilonia y al sur con Nayaf. Con 5034 km² es la segunda gobernación menos extensa —por delante de Bagdad—, con 1 066 600 habs. en 2011, la tercera menos poblada —por delante de Mesena y Mutana, la menos poblada— y con 212 hab/km², la tercera más densamente poblada, por detrás de Bagdad y Babilonia.
La gobernación está dividida en tres distritos:
- Ain at-Tamur
- al-Hindiyya
- Kerbala

Composición del gobierno provincial:
- Gobernador: Oqeil al-Khazaali[1]
- Vicegobernador:Jawad al-Hasnawi[2]
- Presidente del Consejo Provincial: Abdul al-Al al-Yasseri[3]

## Población
La población es de 600.026 Karbala (2005). Casi el 100% de los residentes son árabes, el 99,99% de los habitantes son musulmanes, siendo el 95% chiitas y el 5% sunnitas. 